# Estatísticas da temporada de furacões no Atlântico de 2005
A temporada de furacões no Atlântico de 2005 quebrou numerosos recordes de formação ciclônica e de intensidade. A temporada teve um total de trinta e um ciclones tropicais e subtropicais, muito dos quais quebraram recordes como tempestade individual, bem como contribuidor de vários recordes da temporada. Este artigo é um aprofundamento das estatísticas da temporada de furacões no Atlântico de 2005.

## Número de tempestades

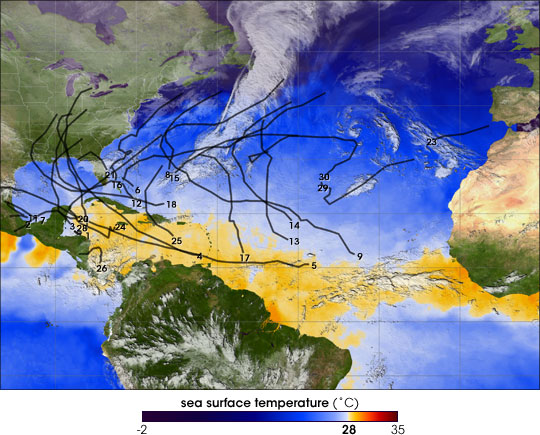
A temperatura da superfície do mar em 15 de Dezembro de 2005

A temporada de furacões no Atlântico de 2005, com 28 tempestades nomeáveis (aquelas com a velocidade do vento superior a 63 km/h), é a temporada mais ativa da história, ultrapassando as 21 tempestades nomeáveis da temporada de 1933. Com 15 furacões, a temporada de 2005 também teve o maior número de furacões numa temporada, ultrapassando os 12 furacões da temporada de 1969. Enquanto que a temporada de 1950 ainda mantém o recorde do maior número de furacões 'maiores' numa única temporada, com oito (2005 teve sete), a temporada de 2005 empatou com a temporada de 1999 no recorde de maior número de furacões de categoria 4 e 5 na escala de furacões de Saffir-Simpson numa única temporada, além de deter o maior número de furacões de categoria 5 formados numa única temporada, com quatro.
|                       | Previsão de Agosto | Números finais | Média das temporadas |
| --------------------- | ------------------ | -------------- | -------------------- |
| Tempestades tropicais | 18-21              | 28             | 11                   |
| Furacões              | 9-11               | 15             | 6                    |
| Furacões "maiores"    | 5-7                | 7              | 2                    |

Com a formação da tempestade tropical Vince, da tempestade tropical Wilma e da tempestade tropical Alpha, 2005 tornou-se a primeira temporada a ter tempestades tropicais com o nome começado com as letras "V", "W" e com as letras gregas, respectivamente, desde que a atribuição de nomes às tempestades começou em 1950. A temporada de 2005 teve a distinção de ser apenas a segunda temporada a usar nomes começados com as letras "R", "S" e "T". Apenas a temporada de 1995 tinha usado anteriormente nomes começados com estas letras.
A temporada de 2005 detém o recorde de maior número de tempestades a se formar num mês de Julho. Cinco tempestades (Cindy, Dennis, Emily, Franklin e Gert) formaram-se durante o período. O recorde anterior de número de tempestades formados num mês de Julho era de quatro; este recorde pertencia à temporada de 1966 e de 1955.
As temporadas de 2005 e de 1933 detêm também o recorde de maior número de tempestades (17) formadas antes do fim do mês de Setembro. A temporada de 2005 também detém o recorde de maior número de tempestades (24) formados antes do fim de Outubro e também o recorde de maior número de tempestades durante o mês de outubro (7); são eles: Stan, tempestade subtropical sem nome, Tammy, vince, Wilma, Alpha e Beta. O recorde anterior pertencia à temporada de 1950. A temporada de 2005 também quebrou o recorde de maior número de tempestades formados num mês de Novembro, com 3 sistemas; são eles: Gamma, Delta e Epsilon.

### Atividade total
A atividade tropical durante a temporada de 2005 foi anormalmente contínua do começo ao fim, diferentemente da maioria das temporadas de furacões, que têm períodos significativamente quietos. Das 26 semanas da temporada de furacões, apenas duas não tiveram ciclones tropicais ativos em algum momento (as semanas de 19 de Julho e de 6 de Novembro). Num período de 126 dias (entre 28 de Junho e 31 de Outubro, somente 16 não tiveram uma tempestade ativa. Neste período, também não houve três dias consecutivos de ausência de atividade tropical. Houve recordes ou quase-recordes de atividade durante cada mês da temporada, exceto o mês de Junho.
A temporada de 2005 foi a primeira temporada de furacões desde que começaram as observações mensuráveis a superar em número de sistemas tropicais a bacia do Pacífico noroeste, que é tipicamente a mais ativa bacia oceânica do mundo.

### Estatísticas
Esta tabela mostra o número de tempestades por mês de formação e pela categorização através da escala de furacões de Saffir-Simpson. Os significados das letras (ou números) podem ser obtidos pela passagem do cursor sobre as próprias letras.
As entradas em negrito são recordes ou empates obtidos pela temporada de 2005.
| Mês       | Nº de tempestades de categoria... | Nº de tempestades de categoria... | Nº de tempestades de categoria... | Nº de tempestades de categoria... | Nº de tempestades de categoria... | Nº de tempestades de categoria... | Nº de tempestades de categoria... |  | Nº de tempestades de no mínimo de categoria... | Nº de tempestades de no mínimo de categoria... | Nº de tempestades de no mínimo de categoria... | Nº de tempestades de no mínimo de categoria... | Nº de tempestades de no mínimo de categoria... | Nº de tempestades de no mínimo de categoria... | Nº de tempestades de no mínimo de categoria... |
| Mês       | D                                 | T                                 | 1                                 | 2                                 | 3                                 | 4                                 | 5                                 |  | D                                              | S                                              | 1                                              | 2                                              | 3                                              | 4                                              | 5                                              |
| --------- | --------------------------------- | --------------------------------- | --------------------------------- | --------------------------------- | --------------------------------- | --------------------------------- | --------------------------------- |  | ---------------------------------------------- | ---------------------------------------------- | ---------------------------------------------- | ---------------------------------------------- | ---------------------------------------------- | ---------------------------------------------- | ---------------------------------------------- |
| Jan-Mai   | 0                                 | 0                                 | 0                                 | 0                                 | 0                                 | 0                                 | 0                                 |  | 0                                              | 0                                              | 0                                              | 0                                              | 0                                              | 0                                              | 0                                              |
| Junho     | 0                                 | 2                                 | 0                                 | 0                                 | 0                                 | 0                                 | 0                                 |  | 2                                              | 2                                              | 0                                              | 0                                              | 0                                              | 0                                              | 0                                              |
| Julho     | 0                                 | 2                                 | 1                                 | 0                                 | 0                                 | 1                                 | 1                                 |  | 5                                              | 5                                              | 3                                              | 2                                              | 2                                              | 2                                              | 1                                              |
| Agosto    | 1                                 | 3                                 | 0                                 | 1                                 | 0                                 | 0                                 | 1                                 |  | 6                                              | 5                                              | 2                                              | 2                                              | 1                                              | 1                                              | 1                                              |
| Setembro  | 1                                 | 0                                 | 3                                 | 0                                 | 1                                 | 0                                 | 1                                 |  | 6                                              | 5                                              | 5                                              | 2                                              | 2                                              | 1                                              | 1                                              |
| Outubro   | 1                                 | 3                                 | 2                                 | 0                                 | 1                                 | 0                                 | 1                                 |  | 8                                              | 7                                              | 4                                              | 2                                              | 2                                              | 1                                              | 1                                              |
| Novembro  | 0                                 | 2                                 | 1                                 | 0                                 | 0                                 | 0                                 | 0                                 |  | 3                                              | 3                                              | 1                                              | 0                                              | 0                                              | 0                                              | 0                                              |
| Dezembro  | 0                                 | 1                                 | 0                                 | 0                                 | 0                                 | 0                                 | 0                                 |  | 1                                              | 1                                              | 0                                              | 0                                              | 0                                              | 0                                              | 0                                              |
|           |                                   |                                   |                                   |                                   |                                   |                                   |                                   |  |                                                |                                                |                                                |                                                |                                                |                                                |                                                |
| Temporada | 3                                 | 13                                | 7                                 | 1                                 | 2                                 | 1                                 | 4                                 |  | 31                                             | 28                                             | 15                                             | 8                                              | 7                                              | 5                                              | 4                                              |

## Tempestades mais fortes
| Posição                                 | Furacão           | Temporada | Pressão Mín.   |
| --------------------------------------- | ----------------- | --------- | -------------- |
| 1                                       | Wilma             | 2005      | 882 mbar (hPa) |
| 2                                       | Gilbert           | 1988      | 888 mbar (hPa) |
| 3                                       | "Dia do Trabalho" | 1935      | 892 mbar (hPa) |
| 4                                       | Rita              | 2005      | 895 mbar (hPa) |
| 5                                       | Allen             | 1980      | 899 mbar (hPa) |
| 6                                       | Katrina           | 2005      | 902 mbar (hPa) |
| 7                                       | Camille           | 1969      | 905 mbar (hPa) |
| 7                                       | Mitch             | 1998      | 905 mbar (hPa) |
| 7                                       | Dean              | 2007      | 905 mbar (hPa) |
| 10                                      | Ivan              | 2004      | 910 mbar (hPa) |
| Fonte: Departamento de comércio dos EUA |                   |           |                |

O furacão Katrina foi brevemente o quarto ciclone tropical atlântico mais intenso na história, com uma pressão central mínima de 902 mbar, em 28 de Agosto. Katrina foi ultrapassado pelos furacões Rita e Wilma mais tarde naquela temporada.
O Rita tornou-se o terceiro ciclone tropical atlântico mais intenso e o mais intenso furacão na história no golfo do México após alcançar uma pressão mínima central de 895 mbar em 21 de Setembro. O furacão Rita foi ultrapassado por Wilma mais tarde naquela temporada.
O furacão Wilma tornou-se o mais intenso ciclone tropical atlântico na história registrada pouco antes das 5:00 am EDT de 18 de Outubro, quando a pressão central mínima foi mensurada em 884 mbar. Três horas mais tarde, Wilma continuou a se intensificar, alcançando a pressão central mínima de 882 mbar. Wilma detém também o recorde de ser o único ciclone tropical atlântico a ter a pressão central mínima abaixo de 900 hPa sem ser um furacão de categoria 5: em 20 de outubro, seus ventos máximos sustentados eram de 250 km/h e sua pressão central mínima era de 894 mbar. Pela primeira vez na história, uma única temporada de furacões teve três furacões figurando entre os 10 ciclones tropicais atlânticos mais intensos. A temporada de 2005 foi também a única temporada de furacões a ter dois furacões com a pressão central mínima abaixo de 900 hPa (Rita, 895, e Wilma, 882).
O furacão Wilma também sofreu a mais rápida intensificação dentro de um período de 24 horas já medido. Na tarde de 19 de Outubro, Wilma tinha uma pressão central mínima de 980 mbar (hPa); na tarde do dia seguinte, a pressão central mínima era de 882 mbar (hPa), uma queda de 98 mbar, quebrando o recorde mundial que pertencia ao super tufão Forrest, que esteve ativo no Pacífico noroeste em 1983. Algumas fontes, no entanto, dizes que a pressão central mínima de Forrest foi menor do que originalmente medido (876 mbar no lugar de 883 mbar). Isto implicaria que Forrest ainda detém o recorde da mais rápida intensificação, uma queda de 100 mbar em 24 horas.
Além disso, os furacões Dennis e Emily, ambos formados em Julho, alcançaram as pressões centrais mínimas de 930 mbar e 929 mbar, respectivamente, se tornando os dois ciclones tropicais mais intensos num mês de Julho da história. O furacão Katrina foi também o mais intenso ciclone tropical na história a fazer landfall, em termos de pressão, nos Estados Unidos, somente atrás o furacão do dia do trabalho de 1935 e do furacão Camille de temporada de furacões no Atlântico de 1969.
Quando o furacão Emily alcançou a intensidade de um furacão de categoria 5 em 16 de Julho, tornou-se o furacão de categoria 5 que se formou de modo mais antecipado numa temporada de furacões, batendo o recorde anterior do furacão Allen na temporada de 1980. Quando Katrina alcançou a intensidade de um furacão de categoria 5 em 28 de Agosto, a temporada de 2005 se tornou uma dentre apenas três temporadas que tiveram dois furacões de categoria 5 numa única temporada na história (e a primeira desde a temporada de 1961). Quando o Rita alcançou a intensidade de um furacão de categoria 5 em 21 de Outubro, 25 dias após Katrina, a temporada de 2005 tornou-se a única temporada de furacões com três furacões de categoria 5. Este número aumentou para quatro quando Wilma alcançou a intensidade de um furacão de categoria 5 em 19 de Outubro, dobrando o recorde anterior das temporadas de 1960 e de 1961, se tornando a única temporada a ter quatro furacões de categoria 5.

## Formação antecipada
Quase toda tempestade de 2005 estabeleceu um recorde de formação mais antecipada. A tabela mostra as datas nas quais cada tempestade se formou, e o velho recorde de formação mais antecipada, pela ordem cronológica.
| Nº da tempestade | Dia de formação | Nome     | Recorde anterior                        | Diferença |
| ---------------- | --------------- | -------- | --------------------------------------- | --------- |
| 1                | 9 de Junho      | Arlene   | 19 de Janeiro, 1978                     | +141 dias |
| 2                | 28 de Junho     | Bret     | 17 de Maio de 1887                      | +42 dias  |
| 3                | 5 de Julho      | Cindy    | 11 de Junho de 1887                     | +24 dias  |
| 4                | 5 de Julho      | Dennis   | Cindy, em 7 de Julho de 1959            | -2 dias   |
| 5                | 11 de Julho     | Emily    | Danny, 16 de Julho de 1997              | -5 dias   |
| 6                | 21 de Julho     | Franklin | 4 de Agosto de 1936                     | -14 dias  |
| 7                | 24 de Julho     | Gert     | 7 de Agosto de 1936                     | -14 dias  |
| 8                | 3 de Agosto     | Harvey   | 15 de Agosto de 1936                    | -12 dias  |
| 9                | 7 de Agosto     | Irene    | 20 de Agosto de 1936                    | -13 dias  |
| 10               | 22 de Agosto    | Jose     | Jerry em 23 de Agosto de 1995           | -1 dia    |
| 11               | 24 de Agosto    | Katrina  | 28 de Agosto de 1933/1936/ Karen - 1995 | -4 dias   |
| 12               | 31 de Agosto    | Lee      | Luis, em 29 de Agosto de 1995           | +2 dias   |
| 13               | 2 de Setembro   | Maria    | 8 de Setembro de 1936                   | -6 dias   |
| 14               | 5 de Setembro   | Nate     | 10 de Setembro de 1936                  | -5 dias   |
| 15               | 7 de Setembro   | Ophelia  | 16 de Setembro de 1933                  | -9 dias   |
| 16               | 17 de Setembro  | Philippe | 27 de Setembro de 1933                  | -10 dias  |
| 17               | 18 de Setembro  | Rita     | 28 de Setembro de 1933                  | -10 dias  |
| 18               | 2 de Outubro    | Stan     | 1 de Outubro de 1933                    | +1 dia    |
| 19               | 4 de Outubro    | Sem nome | 25 de Outubro de 1933                   | -21 dias  |
| 20               | 5 de Outubro    | Tammy    | 26 de Outubro de 1933                   | -21 dias  |
| 21               | 8 de Outubro    | Vince    | 15 de Novembro de 1933                  | -38 dias  |
| 22               | 17 de Outubro   | Wilma    | Inaplicável                             | N/A       |
| 23               | 22 de Outubro   | Alpha    | Inaplicável                             | N/A       |
| 24               | 27 de Outubro   | Beta     | Inaplicável                             | N/A       |
| 25               | 18 de Novembro  | Gamma    | Inaplicável                             | N/A       |
| 26               | 23 de Novembro  | Delta    | Inaplicável                             | N/A       |
| 27               | 29 de Novembro  | Epsilon  | Inaplicável                             | N/A       |
| 28               | 29 de Dezembro  | Zeta     | Inaplicável                             | N/A       |

## Tempestades individuais
A tabela abaixo descreve as características de cada tempestade individualmente. Estão incluídos as informações gerais e os landfalls de cada tempestade. As cores estão associados com a escala de furacões de Saffir-Simpson e estão sumarizados na tabela a direita deste parágrafo. (Para obter uma breve descrição de como a intensidade é definida, passe seu cursor no elemento apropriado da tabela.)
| Nome da tempestade | Período ativo                         | Categoria da tempestade no pico de intensidade | Vento máximo (km/h) | Pressão central mínima (hPa) | ECA  | Landfall(s)                                                  | Landfall(s)    | Landfall(s)   | Danos (milhões de dólares) | Fatalidades |
| Nome da tempestade | Período ativo                         | Categoria da tempestade no pico de intensidade | Vento máximo (km/h) | Pressão central mínima (hPa) | ECA  | Onde                                                         | Quando         | Ventos (km/h) | Danos (milhões de dólares) | Fatalidades |
| ------------------ | ------------------------------------- | ---------------------------------------------- | ------------------- | ---------------------------- | ---- | ------------------------------------------------------------ | -------------- | ------------- | -------------------------- | ----------- |
| Arlene             | 8 a 13 de Junho                       | Tempestade tropical                            | 110                 | 989                          | 2,56 | Cabo Corrientes, Cuba                                        | 10 de Junho    | 80            | 0                          | 0           |
| Arlene             | 8 a 13 de Junho                       | Tempestade tropical                            | 110                 | 989                          | 2,56 | Pensacola, Flórida                                           | 11 de Junho    | 95            | 11,8                       | 1           |
| Bret               | 28 a 30 de Junho                      | Tempestade tropical                            | 65                  | 1.002                        | 0,36 | Tuxpan, México                                               | 29 de Junho    | 65            | 9                          | 1           |
| Cindy              | 3 a 7 de Julho                        | Furacão de categoria 1                         | 120                 | 991                          | 1,52 | Cozumel, México                                              | 4 de Julho     | 55            | Desconhecido               | 0           |
| Cindy              | 3 a 7 de Julho                        | Furacão de categoria 1                         | 120                 | 991                          | 1,52 | Grand Isle, Luisiana, EUA                                    | 5 de Julho     | 120           | 60                         | 1           |
| Cindy              | 3 a 7 de Julho                        | Furacão de categoria 1                         | 120                 | 991                          | 1,52 | Ansley, Mississippi, EUA                                     | 6 de Julho     | 80            | 260                        | 2           |
| Dennis             | 4 a 13 de Julho                       | Furacão de categoria 4                         | 240                 | 930                          | 18,8 | Cabo Cruz, Cuba                                              | 7 de Julho     | 225           | ~3.000                     | 74          |
| Dennis             | 4 a 13 de Julho                       | Furacão de categoria 4                         | 240                 | 930                          | 18,8 | Navarre Beach, Flórida                                       | 10 de Junho    | 195           | 2.230                      | 15          |
| Emily              | 10 a 21 de Julho                      | Furacão de categoria 5                         | 260                 | 929                          | 32,9 | Granada                                                      | 14 de Julho    | 135           | 110                        | 11          |
| Emily              | 10 a 21 de Julho                      | Furacão de categoria 5                         | 260                 | 929                          | 32,9 | Tulum, México                                                | 18 de Julho    | 215           | 300                        | 4           |
| Emily              | 10 a 21 de Julho                      | Furacão de categoria 5                         | 260                 | 929                          | 32,9 | San Fernando, México                                         | 20 de Julho    | 200           | 140                        | 0           |
| Franklin           | 21 a 29 de Julho                      | Tempestade tropical                            | 115                 | 997                          | 6,72 | Nenhum                                                       | Nenhum         | Nenhum        | 0                          | 0           |
| Gert               | 23 a 25 de Julho                      | Tempestade tropical                            | 70                  | 1.005                        | 0,52 | Cabo Rojo, México                                            | 24 de Julho    | 70            | 5                          | 1           |
| Harvey             | 2 a 8 de Agosto                       | Tempestade tropical                            | 105                 | 994                          | 5,39 | Nenhum                                                       | Nenhum         | Nenhum        | 0                          | 0           |
| Irene              | 4 a 18 de Agosto                      | Furacão de categoria 2                         | 170                 | 970                          | 13,1 | Nenhum                                                       | Nenhum         | Nenhum        | 0                          | 0           |
| Dez                | 13 a 14 de Agosto                     | Depressão tropical                             | 55                  | 1.005                        | 0    | Nenhum                                                       | Nenhum         | Nenhum        | 0                          | 0           |
| Jose               | 22 a 23 de Agosto                     | Tempestade tropical                            | 95                  | 998                          | 0,44 | Veracruz, México                                             | 22 de Agosto   | 95            | 45                         | 8           |
| Katrina            | 23 a 30 de Agosto                     | Furacão de categoria 5                         | 280                 | 902                          | 20   | Aventura, Flórida                                            | 25 de Agosto   | 150           | 500                        | 12          |
| Katrina            | 23 a 30 de Agosto                     | Furacão de categoria 5                         | 280                 | 902                          | 20   | Buras-Triumph, Luisiana                                      | 29 de Agosto   | 200           | 45.000                     | ≥1.577      |
| Katrina            | 23 a 30 de Agosto                     | Furacão de categoria 5                         | 280                 | 902                          | 20   | Pearlington, Mississippi                                     | 29 de Agosto   | 195           | 36.700                     | ≥247        |
| Lee                | 28 a 1 de Setembro                    | Tempestade tropical                            | 65                  | 1.006                        | 0,24 | Nenhum                                                       | Nenhum         | Nenhum        | 0                          | 0           |
| Maria              | 1 a 10 de Setembro                    | Furacão de categoria 3                         | 185                 | 962                          | 14,3 | Nenhum                                                       | Nenhum         | Nenhum        | 0                          | 0           |
| Nate               | 6 a 17 de Setembro                    | Furacão de categoria 1                         | 145                 | 979                          | 7,17 | Nenhum                                                       | Nenhum         | Nenhum        | 0                          | 0           |
| Ophelia            | 6 a 17 de Setembro                    | Furacão de categoria 1                         | 135                 | 976                          | 15,7 | Grand Bahama, Bahamas                                        | 6 de Setembro  | 55            | 0                          | 0           |
| Ophelia            | 6 a 17 de Setembro                    | Furacão de categoria 1                         | 135                 | 976                          | 15,7 | Cabo Fear, Carolina do Norte (impacto direto, sem landfall)  | 14 de Setembro | 110           | 70                         | 3           |
| Philippe           | 17 a 24 de Setembro                   | Furacão de categoria 1                         | 130                 | 985                          | 5,95 | Nenhum                                                       | Nenhum         | Nenhum        | 0                          | 0           |
| Rita               | 18 a 26 de Setembro                   | Furacão de categoria 5                         | 290                 | 895                          | 25,1 | Passagem de Sabine, Texas                                    | 24 de Setembro | 185           | 10.000                     | 120         |
| Dezenove           | 30 de Setembro a 2 de Outubro         | Depressão tropical                             | 55                  | 1.009                        | 0    | Nenhum                                                       | Nenhum         | Nenhum        | 0                          | 0           |
| Stan               | 1 a 5 de Outubro                      | Furacão de categoria 1                         | 130                 | 977                          | 2,36 | Tulum, México                                                | 2 de Outubro   | 65            | 1.500                      | ≥1,540      |
| Stan               | 1 a 5 de Outubro                      | Furacão de categoria 1                         | 130                 | 977                          | 2,36 | Veracruz, México                                             | 4 de Outubro   | 130           | 500                        | 80          |
| Sem nome           | 4 a 5 de Outubro                      | Tempestade subtropical                         | 80                  | 997                          | 0    | Nenhum                                                       | Nenhum         | Nenhum        | 0                          | 0           |
| Tammy              | 5 a 6 de Outubro                      | Tempestade tropical                            | 80                  | 1.001                        | 0,81 | Mayport, Flórida                                             | 5 de Outubro   | 80            | 30                         | 10          |
| Vinte e Dois       | 8 a 10 de Outubro                     | Depressão subtropical                          | 55                  | 1.009                        | 0    | Nenhum                                                       | Nenhum         | Nenhum        | 0                          | 0           |
| Vince              | 8 a 11 de Outubro                     | Furacão de categoria 1                         | 120                 | 988                          | 1,66 | Huelva, Espanha                                              | 11 de Outubro  | 55            | 0                          | 0           |
| Wilma              | 15 a 25 de Outubro                    | Furacão de categoria 5                         | 300                 | 882 (recorde)                | 38,9 | Cozumel, México                                              | 21 de Outubro  | 240           | 400                        | 17          |
| Wilma              | 15 a 25 de Outubro                    | Furacão de categoria 5                         | 300                 | 882 (recorde)                | 38,9 | Puerto Morelos, México                                       | 21 de Outubro  | 215           | 8.000                      | 8           |
| Wilma              | 15 a 25 de Outubro                    | Furacão de categoria 5                         | 300                 | 882 (recorde)                | 38,9 | Cabo Romano, Flórida                                         | 24 de Outubro  | 195           | 20.700                     | 37          |
| Alpha              | 22 a 24 de Outubro                    | Tempestade tropical                            | 80                  | 998                          | 0,65 | Santa Cruz de Barahona, República Dominicana                 | 23 de Outubro  | 80            | 5                          | 43          |
| Beta               | 26 a 31 de Outubro                    | Furacão de categoria 3                         | 185                 | 962                          | 6,47 | La Barra del Río Grande, Nicarágua                           | 30 de Outubro  | 170           | Desconhecidos              | 0           |
| Gamma              | 13 a 21 de Novembro                   | Tempestade tropical                            | 80                  | 1.001                        | 6,47 | Departamento de Colón, Honduras Impacto direto, sem landfall | 13 de Novembro | 80            | 18                         | 41          |
| Delta              | 23 a 28 de Novembro                   | Tempestade tropical                            | 110                 | 980                          | 5,41 | Ilhas Canárias Impacto direto, sem landfall                  | 27 de Novembro | 110           | 364                        | 7           |
| Epsilon            | 29 de Novembro a 8 de Dezembro        | Furacão de categoria 1                         | 135                 | 989                          | 13,4 | Nenhum                                                       | Nenhum         | Nenhum        | 0                          | 0           |
| Zeta               | 29 de Dezembro a 6 de Janeiro de 2006 | Tempestade tropical                            | 100                 | 994                          | 6,27 | Nenhum                                                       | Nenhum         | Nenhum        | 0                          | 0           |

## Energia ciclônica acumulada (ECA)
| ECAs mais altos de temporadas de furacões no Atlântico(desde 1850) | ECAs mais altos de temporadas de furacões no Atlântico(desde 1850) | ECAs mais altos de temporadas de furacões no Atlântico(desde 1850) |
| Posição                                                            | Temporada                                                          | ECA                                                                |
| ------------------------------------------------------------------ | ------------------------------------------------------------------ | ------------------------------------------------------------------ |
| 1                                                                  | 2005                                                               | 248                                                                |
| 2                                                                  | 1950                                                               | 243                                                                |
| 3                                                                  | 1893                                                               | 231                                                                |
| 4                                                                  | 1995                                                               | 227                                                                |
| 5                                                                  | 2004                                                               | 224                                                                |
| 6                                                                  | 1926                                                               | 222                                                                |
| 7                                                                  | 1933                                                               | 213                                                                |
| 8                                                                  | 1961                                                               | 205                                                                |
| 9                                                                  | 1955                                                               | 199                                                                |
| 10                                                                 | 1887                                                               | 182                                                                |
| Artigo principal: Energia ciclônica acumulada                      |                                                                    |                                                                    |

| ECA (104 kt2) – Tempestade | ECA (104 kt2) – Tempestade | ECA (104 kt2) – Tempestade | ECA (104 kt2) – Tempestade | ECA (104 kt2) – Tempestade | ECA (104 kt2) – Tempestade |
| -------------------------- | -------------------------- | -------------------------- | -------------------------- | -------------------------- | -------------------------- |
| 1                          | 38,9                       | Wilma                      | 15                         | 5,41                       | Delta                      |
| 2                          | 32,9                       | Emily                      | 16                         | 5,39                       | Harvey                     |
| 3                          | 25,1                       | Rita                       | 17                         | 2,56                       | Arlene                     |
| 4                          | 20,0                       | Katrina                    | 18                         | 2,36                       | Stan                       |
| 5                          | 18,8                       | Dennis                     | 19                         | 1,66                       | Vince                      |
| 6                          | 15,7                       | Ophelia                    | 20                         | 1,52                       | Cindy                      |
| 7                          | 14,3                       | Maria                      | 21                         | 1,33                       | Gamma                      |
| 8                          | 13,4                       | Epsilon                    | 22                         | 0,810                      | Tammy                      |
| 9                          | 13,1                       | Irene                      | 23                         | 0,650                      | Alpha                      |
| 10                         | 7,17                       | Nate                       | 24                         | 0,528                      | Gert                       |
| 11                         | 6,72                       | Franklin                   | 25                         | 0,448                      | Jose                       |
| 12                         | 6,47                       | Beta                       | 26                         | 0,368                      | Bret                       |
| 13                         | 6,27                       | Zeta                       | 27                         | 0,245                      | Lee                        |
| 14                         | 5,95                       | Philippe                   | 28                         |                            |                            |
| Total=248,059              |                            |                            |                            |                            |                            |

A tabela à direita mostra os ciclones tropicais da temporada de 2005 ordenados do maior para o menor valor de energia ciclônica acumulada (ECA), dado em algarismos significativos. O valor total da temporada foi de 248 x 104kt2, que é o mais alto valor sazonal do ECA já registrado. É pouco maior do que o valor de ECA da temporada de 1950 que teve um valor de ECA de 243 x 104kt2 (deve ser notado que o último ciclone tropical da temporada, Zeta, também esteve ativo em 2006. Nos cálculos do valor de ECA da temporada, todo o valor correspondente a Zeta, incluindo a sua contribuição para 2006, foi incluída no valor total do ECA da temporada de 2005). A energia ciclônica acumulada mede a combinação da força e da duração de um ciclone tropical. Com isso, ciclones tropicais de longa duração podem ter o valor de ECa mais alto do que ciclones tropicais mais fortes, mas com períodos de duração mais curtos. Esta discrepância é mais notada comparando os valores de ECA de Emily com os valores de ECA de Katrina e Rita: Emily não foi mais intenso do que qualquer um dos furacões anteriormente mencionados, mas se formou a uma distância maior da costa e, com isso, teve um período de duração maior antes de atingir a costa. Katrina e Rita, sendo que ambos se formaram sobre as Bahamas, logo atingiram a costa alguns dias após as suas formações, tendo um período de duração bem menor do que Emily. Além disso, os furacões Ophelia e Epsilon também têm valores de ECA altos devido aos seus longos períodos de duração, mesmo apesar de suas intensidades nunca passagem da categoria 1 na escala de furacões de Saffir-Simpson. A média do valor de ECA por tempestade em 2005 foi realmente perto da média sazonal. Em comparação com temporadas anteriores com altos valores de ECA, pode-se analisar a formação de furacões tipo Cabo Verde relativamente fortes, com valores de ECA mais altos, o que não ocorreu em 2005.

## Outros recordes
O furacão Vince teve a sua formação mais a nordeste no Atlântico norte desde que os registros começaram a ser obtidos. Vince também foi o primeiro ciclone tropical a fazer landfall na Europa continental  na história sem ter se tornado um ciclone extratropical antes.
Cinco nomes foram retirados - Dennis, Katrina, Rita, Stan e Wilma. Isto quebra o recorde de quatro, que pertencia anteriormente às temporadas de 1955, 1995 e 2004.
O nome Emily não foi retirada da lista de nomes de ciclones tropicais atlânticos no final da temporada, fazendo o furacão Emily um dentre apenas quatro furacões de categoria 5 que não teve seus nomes retirados. Os outros foram os furacões Edith, em 1971, Ethel, em 1960, e Cleo, em 1958 (embora o nome Cleo tenha sido retirado devido a outro furacão homônimo notável em 1964).